# Michele Petruzzelli
Michele Petruzzelli (ur. 1 sierpnia 1961 w Bari) – włoski prezbiter rzymskokatolicki, benedyktyn, od 2013 opat terytorialny Cava de’ Tirreni.

## Życiorys
Święcenia kapłańskie przyjął 5 sierpnia 1998 w zakonie benedyktynów. Pracował w opactwie Santa Maria della Scalla w Noci. Pełnił w nim funkcje m.in. penitencjarza, ekonoma oraz mistrza nowicjatu. 14 grudnia 2013 decyzją papieża Franciszka został opatem terytorialnym Cava de’ Tirreni.